# Harstad
Harstad es una ciudad y municipio de la provincia de Troms, Noruega. Es el segundo municipio en términos de población dentro de la provincia de Troms, después de Tromsø. También es la cuarta ciudad más poblada de la región de Nord-Norge, después de Tromsø, Bodø y Mo i Rana. Se encuentra ubicada a unos 250 km al norte del círculo polar ártico. Fue fundada en 1904.

## Etimología
El nombre de la ciudad procede seguramente del nombre en nórdico antiguo de la granja Harðarstaðir, puesto que se construyó en su terreno. El primer elemento es probablemente el caso genitivo del nombre masculino Hörðr, y el último elemento es staðir, que significa «finca» o «granja».

## Geografía
El municipio se encuentra sobre dos islas al sur de Troms. La mayor parte se encuentra en Hinnøya, que es la segunda isla más grande de Noruega después de Svalbard. La parte norte del municipio se encuentra en la mitad sur 53 km² de Grytøya. Harstad limita con el municipio de Bjarkøy por el norte, Kvæfjord por el oeste, y Tjeldsund (en la provincia de Nordland) por el sur. El puente Tjeldsund ubicado al sudeste conecta Hinnøya con Skånland y tierra firme cruzando Tjeldsundet, y al noreste se encuentra el Vågsfjorden, en el cual Harstad comparte una frontera acuática con Ibestad. La ciudad se encuentra ubicada al noreste en Hinnøya; y es la única ciudad en la isla, y es conocida por el nombre de Vågsfjordens perle («la perla de Vågsfjorden»).

### Clima
Harstad tiene un clima subártico oceánico (según la clasificación climática de Köppen Cfc) a pesar de estar ubicado al norte del círculo polar ártico, teniendo con los inviernos relativamente suaves y los veranos frescos. Harstad no tiene los inviernos brutales que la mayoría de los lugares al norte de la experiencia del círculo polar ártico, y está protegido de las tormentas del Atlántico por las montañas en el oeste, y tiene la parte principal de los Alpes escandinavos hacia al este. La ciudad experimenta inviernos más cálidos que las principales ciudades ubicadas de 25 a 30 grados más al sur en latitud en el hemisferio norte, como Pekín, Chicago y Toronto. Los veranos en Harstad son frescos, con temperaturas altas promedio que raramente rompen la marca de los 22 °C (72 °F). Desde que se inauguró la nueva estación meteorológica en agosto de 2002, julio de 2014 fue el mes más cálido con 6 días por encima de 27 °C (81 °F) y un nuevo máximo histórico de 31,7 °C (89 °F) el 10 de julio. El mínimo histórico fue de -16.1 °C (3 °F) que se registró en febrero de 2010.
La ciudad disfruta del sol de medianoche durante los meses de verano, del 22 de mayo al 18 de julio. También hay un período desde principios de mayo hasta principios de agosto con el crepúsculo durante unas pocas horas cada noche, ya que el sol simplemente se sumerge bajo el horizonte, por lo que no hay oscuridad. La noche polar, cuando el sol siempre está bajo el horizonte, dura del 30 de noviembre al 12 de enero. En este momento, hay 3-4 horas de amanecer y anochecer alrededor del mediodía, a veces con cielos coloridos hacia el sur. Desde finales de enero, el período de luz del día aumenta rápidamente, alcanzando 12 horas en marzo y 18 horas en abril. Harstad se encuentra en medio de la zona de la aurora boreal (a.k.a. la aurora boreal), y la aurora a menudo se puede ver en las noches despejadas, pero no en verano debido a la luz del día continua.
| Parámetros climáticos promedio de Harstad | Parámetros climáticos promedio de Harstad | Parámetros climáticos promedio de Harstad | Parámetros climáticos promedio de Harstad | Parámetros climáticos promedio de Harstad | Parámetros climáticos promedio de Harstad | Parámetros climáticos promedio de Harstad | Parámetros climáticos promedio de Harstad | Parámetros climáticos promedio de Harstad | Parámetros climáticos promedio de Harstad | Parámetros climáticos promedio de Harstad | Parámetros climáticos promedio de Harstad | Parámetros climáticos promedio de Harstad | Parámetros climáticos promedio de Harstad |
| Mes                                       | Ene.                                      | Feb.                                      | Mar.                                      | Abr.                                      | May.                                      | Jun.                                      | Jul.                                      | Ago.                                      | Sep.                                      | Oct.                                      | Nov.                                      | Dic.                                      | Anual                                     |
| ----------------------------------------- | ----------------------------------------- | ----------------------------------------- | ----------------------------------------- | ----------------------------------------- | ----------------------------------------- | ----------------------------------------- | ----------------------------------------- | ----------------------------------------- | ----------------------------------------- | ----------------------------------------- | ----------------------------------------- | ----------------------------------------- | ----------------------------------------- |
| Temp. máx. abs. (°C)                      | 8.8                                       | 8.5                                       | 10.9                                      | 16.9                                      | 23.9                                      | 26.8                                      | 31.7                                      | 26.5                                      | 21.3                                      | 17.5                                      | 13.8                                      | 9.8                                       | 31.7                                      |
| Temp. máx. media (°C)                     | 0.0                                       | -1.0                                      | 1.0                                       | 5.0                                       | 9.0                                       | 12.0                                      | 16.0                                      | 15.0                                      | 10.0                                      | 6.0                                       | 3.0                                       | 1.0                                       | 6.4                                       |
| Temp. mín. media (°C)                     | -4.5                                      | -4.0                                      | -3.0                                      | 1.0                                       | 5.0                                       | 8.0                                       | 12.0                                      | 11.0                                      | 7.0                                       | 2.0                                       | 0.0                                       | -2.0                                      | -2.8                                      |
| Temp. mín. abs. (°C)                      | -15.4                                     | -16.1                                     | -13.3                                     | -9.4                                      | -2.8                                      | 0.9                                       | 4.6                                       | 1.7                                       | -1.6                                      | -7.9                                      | -10.3                                     | -14.5                                     | -16.1                                     |
| Precipitación total (mm)                  | 85                                        | 80                                        | 65                                        | 50                                        | 35                                        | 37                                        | 53                                        | 58                                        | 80                                        | 110                                       | 97                                        | 100                                       | 850                                       |
| Fuente:                                   |                                           |                                           |                                           |                                           |                                           |                                           |                                           |                                           |                                           |                                           |                                           |                                           |                                           |

## Historia

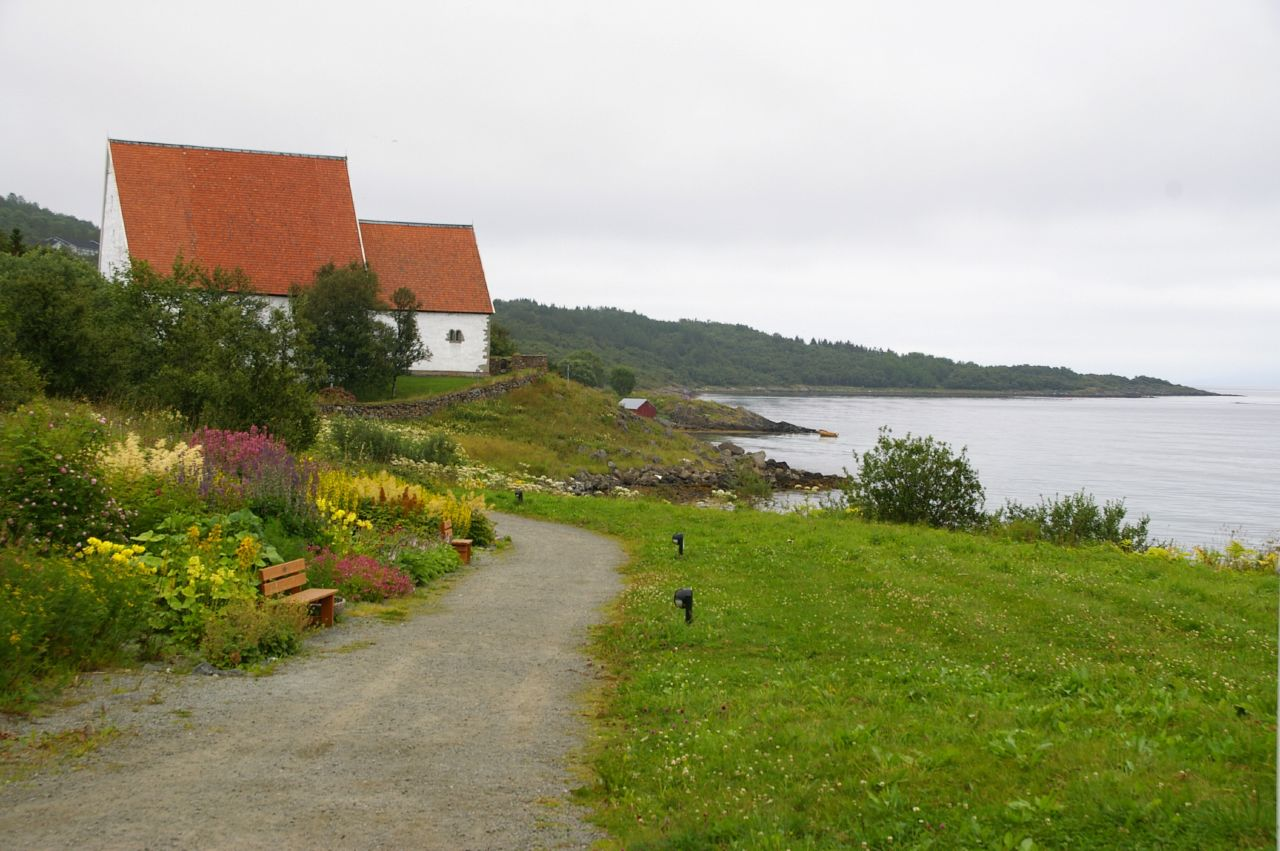
Iglesia de Trondenes.

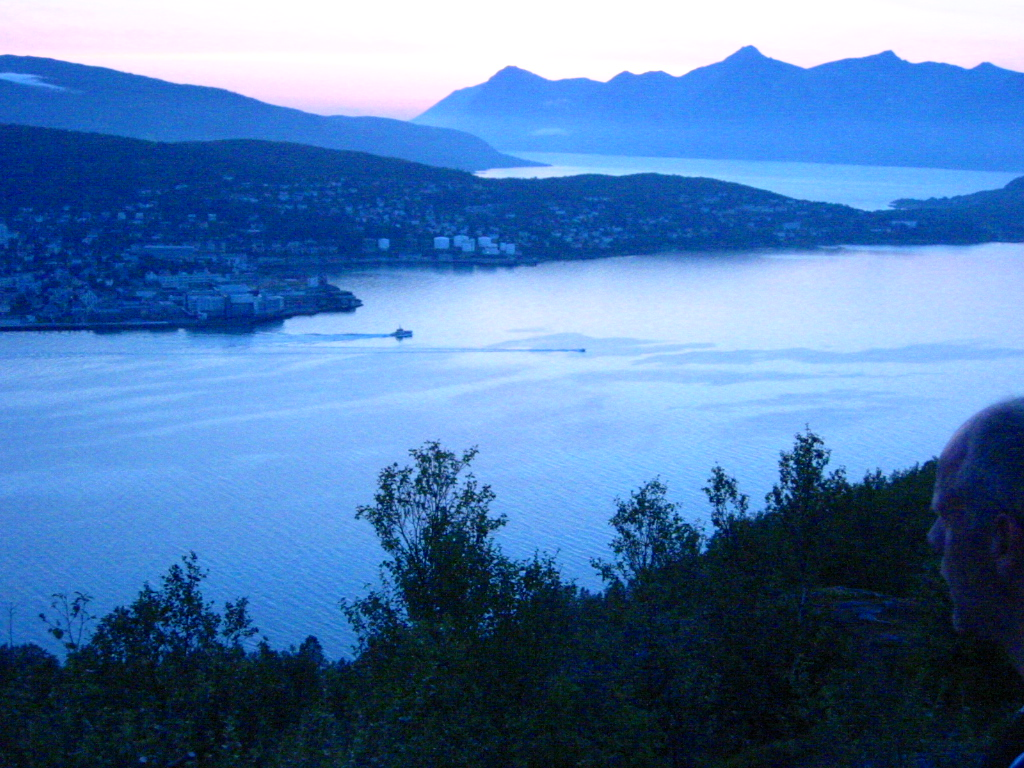
La parte norte de Harstad de noche, en el mes de agosto. Vista hacia el noroeste desde Gangsåstoppen.

Hastad fue oficialmente separadad de Trondenes el 1 de enero de 1904. Los municipios de Sandtorg y Trondenes se unieron a Harstad el 1 de enero de 1964.

## Comunicaciones
El aeropuerto más cercano es el Aeropuerto de Harstad/Narvik-Evenes, situado en el continente, a 44 km por carretera del centro de la ciudad. Cada día, el Hurtigruten realiza dos paradas en Harstad, una con destino hacia el norte y otra hacia el sur. Existen también varios servicios de ferry y autobuses en el distrito de Hålogaland. Además, la principal empresa de transporte en helicóptero de Noruega, Heli-Team, tiene su base en la ciudad.